# Phyllomya albipila
Phyllomya albipila là một loài ruồi trong họ Tachinidae.